# Ладохін Олексій Сергійович
Олексій Сергійович Ладохін (6 жовтня 1962, Донецьк) — український біолог, фахівець у галузі молекулярної біології, доктор біологічних наук, професор.

## Життєпис
Народився в Донецьку, в родині науковців — фахівця у галузі металургії Сергія Ладохіна та вченої у галузі молекулярної біології та біосенсорики Ганни Єльської.
У 1984 році закінчив Київський державний університет. Того ж року розпочав трудову діяльність в Інституті біохімії АН УРСР. З 1998 року почав працювати в Інституті молекулярної біології і генетики НАН України. У 2002 році захистив дисертацію на здобуття наукового ступеня доктора біологічних наук на тему «Молекулярно-біологічні аспекти білково-мембранних взаємодій: термодинамічний і кінетичний контроль вбудовування». 2004 обійняв посаду професора відділу біохімії та молекулярної біології Медичного центру Університету штату Канзас (Канзас-Сіті, США), з 2018 року — повний професор цього закладу.

## Наукова діяльність
Досліджує структуру, згортання і функціонування мембранних білків; бактеріальні токсини; іонні канали та їхні блокатори; антимікробні пептиди; регуляцію апоптозу; флуоресцентну спектроскопію; комп'ютерне моделювання молекулярної динаміки.

## Праці
- Thermodynamic measurements of bilayer insertion of a single transmembrane helix chaperoned by fluorinated surfactants // J. Molecular Biology. 2012. Vol. 416(3) (у співавторстві)
- Structural plasticity in the topology of the membrane-interacting domain of HIV-1 gp41 // Biophysical J. 2014. Vol. 106(3) (у співавторстві)
- Measuring membrane penetration with depth-dependent fluorescence quenching: distribution analysis is coming of age // Biochimica et Biophysica Acta. 2014. Vol. 1838(9).